# Lućmierz-Las
Lućmierz-Las (phát âm [ˈlut͡ɕmjɛʂ ˈlas], Lućmierz Forest) là một ngôi làng thuộc khu hành chính của Gmina Zgierz, Zgierz, Łódź Voivodeship, ở miền trung Ba Lan. Nó nằm cách khoảng 6 kilômét (4 mi) về phía tây bắc Zgierz và 14 km (9 mi) về phía tây bắc của thủ phủ khu vực Łódź.
Làng có dân số là 20 người. Cùng với khu định cư lân cận Lućmierz-Ośrodek, ngôi làng tạo thành Sołectwo Lućmierz. Lućmierz được đề cập đến lần đầu tiên vào năm 1391.

## Lịch sử Thế chiến II
Trong thời kỳ chiếm đóng của Ba Lan trong Thế chiến II, Lućmierz-Las là nơi hành quyết bí mật người Do Thái và người Ba Lan của Đức Quốc xã Einsatzgruppen. Việc hành quyết được giúp đỡ bởi những kẻ hành quyết Selbstschutz từ năm 1939. Người ta ước tính rằng có tới 30.000 người đã bị giết ở đó trong những vụ hành quyết hàng loạt bắt đầu với vụ hành quyết bí mật Intelligenzaktion Litzmannstadt và tiếp tục với vụ giết hại tù nhân của nhà tù Radogoszcz và người Do Thái khỏi khu tập trung Do Thái Łódź. Sau chiến tranh, một đài tưởng niệm đã được xây dựng ở đó để tưởng nhớ các nạn nhân được chôn cất trong các ngôi mộ tập thể.

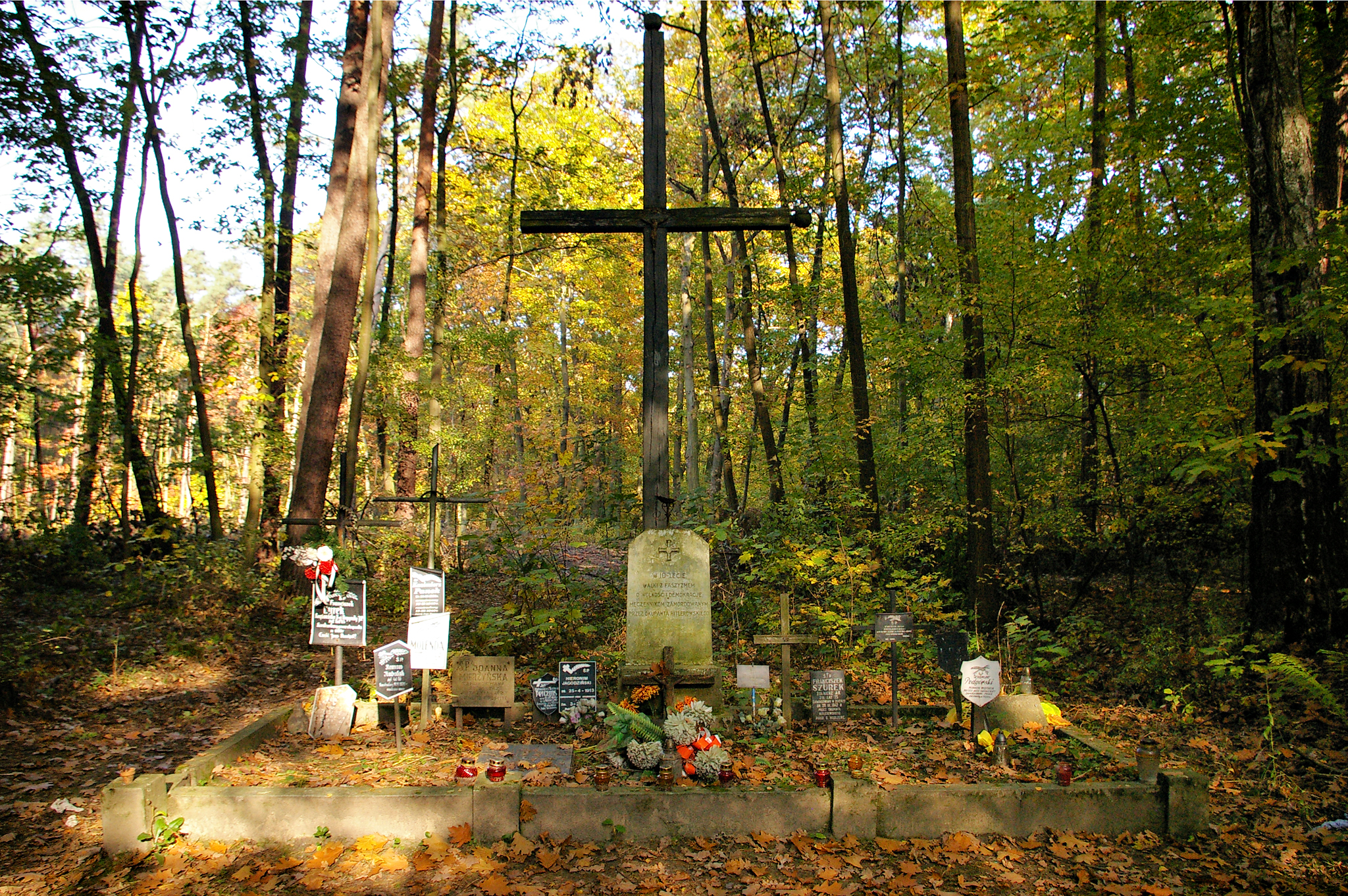
Một trong những ngôi mộ tập thể trong rừng tại Lućmierz-Las